# Metanola basisignata
Metanola basisignata är en fjärilsart som beskrevs av Inoue 1991. Metanola basisignata ingår i släktet Metanola och familjen trågspinnare. Inga underarter finns listade i Catalogue of Life.